# Chile na Copa do Mundo FIFA de 2010
A Seleção Chilena de Futebol participou pela oitava vez da Copa do Mundo FIFA, sendo eliminada nas oitavas de final pela Seleção Brasileira de Futebol. Ficou na segunda colocação do Grupo H, seu grupo.

## Primeira fase
Na primeira fase, o Chile enfrentou as seleções da Espanha, da Suiça e a de Honduras.
| 16 de junho | Honduras | 0 – 1     | Chile          | Mbombela Stadium, Nelspruit               |
| 13:30       |          | Relatório | Beausejour 34' | Público: 32 664 Árbitro: SEY Eddy Maillet |

| 21 de junho | Chile        | 1 – 0     | Suíça | Nelson Mandela Bay Stadium, Port Elizabeth    |
| 16:00       | González 75' | Relatório |       | Público: 34 872 Árbitro: SAU Khalil Al Ghamdi |

| 25 de junho | Chile      | 1 – 2     | Espanha                 | Loftus Versfeld Stadium, Pretória             |
| 20:30       | Millar 47' | Relatório | Villa 24' · Iniesta 37' | Público: 41 958 Árbitro: MEX Khalil Al Ghamdi |

| Pos | Equipe   | Pts | J | V | E | D | GP | GC | SG | Classificado      |
| --- | -------- | --- | - | - | - | - | -- | -- | -- | ----------------- |
| 1   | Espanha  | 6   | 3 | 2 | 0 | 1 | 4  | 2  | +2 | Fase eliminatória |
| 2   | Chile    | 6   | 3 | 2 | 0 | 1 | 3  | 2  | +1 | Fase eliminatória |
| 3   | Suíça    | 4   | 3 | 1 | 1 | 1 | 1  | 1  | 0  | Eliminado         |
| 4   | Honduras | 1   | 3 | 0 | 1 | 2 | 0  | 3  | −3 | Eliminado         |

## Segunda Fase

### Oitavas de final
| 28 de junho | Brasil                                    | 3 – 0     | Chile | Ellis Park Stadium, Joanesburgo          |
| 20:30       | Juan 35' · Luís Fabiano 38' · Robinho 59' | Relatório |       | Público: 54 096 Árbitro: ENG Howard Webb |